# File
File (grčki: Φιλαί, Philai; staroegipatski: Pilak, P'aaleq; arapski: أنس الوجود‎, Anas el Vagud) je otok i arheološki lokalitet u južnom Egiptu na prvom kataraktu Nila kod Asuana.
Zbog izgradnje Asuanske brane hramovi su 1969. godine preneseni na drugi obližnji otok kako ga ne bi prekrilo Naserovo jezero. God. 1979. upisan je na UNESCO-ov popis mjesta svjetske baštine u Africi, zajedno s hramovima u Abu Simbelu.

## Povijest
File se nalazi na povijesnoj granici između Egipta i Nubije, i na njemu je izgrađen jedan od najpoznatijih hramova drevnog Egipta, Hram božice Izide. Iako je Izida oduvijek bila važna božica egipatskog panteona, tek su za vrijeme faraona Nektaneba I. (XXX. dinastija, 380. – 362. pr. Kr.) na Fili podignute važnije građevine. Hram je bio mjesto hodočašća i posebno važno vjersko središte u grčko-rimsko doba kada se Izidin kult proširio po cijelom Sredozemlju. Ptolemejevići su nastavili proširivati hramski kompleks a rimski carevi August, Tiberije, Trajan i Hadrijan su dodali nove građevine. Nakon pojave kršćanstva ostalo je posljednje mjesto gdje su se očuvala tradicionalna vjerovanja, sve do 535. godine kada Izidin kult zabranjuje Justinijan I. Tu se nalaze najmlađi poznati natpisi na hijeroglifima i narodna predaja. Hram je kasnije pretvoren u crkvu sv. Stjepana koja je opstala sve do 12. stoljeća.

## Odlike
Hramovi na otoku File nisu izolirani kompleks, već jako povezani s obližnjim hramovima na Abatonu i drugi na nubijskim obalama Nila, a koje su kontinuirano darivali faraoni velikim svećenicima Izide kao poklon (Dodekaschoenos). Današnji hram je osnovao Ptolemej I. Soter, a njegovi nasljednici su ga nastavili širiti. Njegova lokacija nije slučajna jer se vjeruje da je nadomak hrama grob jednog od Izidinih muževa, boga Ozirisa, Setovog brata, čije je tijelo raskomadano u 14 dijelova koji su rasuti po cijelom Egiptu. Prema predaji, ovdje su se vjenčali Kleopatra VII. i Gaj Julije Cezar.
Na samom otoku postoji gradacija hramova. Glavni je Izidin hram koji zauzima središnju os, a oko njega se nalaze drugi hramovi (Arensnufisov, Imhotepov, i dr.) koji su orijantirani prema središnjem hramu. Ukrašavanje zidova hrama je izvedeno prema sustavu Ptolemaic Philae kojim su teolozi odredili stroga pravila kojih su se umjetnici morali pridržavati. U hram se ulazi kroz visoke pilone do velikog dvorišta na čijoj se istočnoj strani nalazi "Hram rođenja" u kojemu su se rađali faraoni, a na zapadu je rimski hram. Nasuprot pilona iz dvorišta se ulazi u hipostilnu dvoranu (dvorana sa stupovima) čiji ravni svod nije potpuno zatvoren. Iz nje se ulazilo u unutarnje svetište gdje je bila skulptura božice Izide.
Na istočnoj strani otoka dominira Trajanov kiosk koji je Car podigao za svoje posjete otoku. Na sjeveru je kiosk posvećen božici Hator, te zatvoreni Augustov hram i Dioklecijanov slavoluk.
Na zapadnoj strani je brdašce, a na jugu su Hadrijanova vrata koja vode do ulaza u Izidin hram.
- Trajanov kiosk
- Ptolomejevi piloni
- Piloni i Hram rođenja iz dvorišta hrama
- Hipostilna dvorana Izidinog hrama
- Koptski križ iz vremena kada je bila crkvom
- Ostaci Augustovog hrama
- Hram božice Hator
- Horusov hram
- Izidin hram potopljen 1910. god.
- Izidin hram noću

## Vanjske poveznice
- @ 1911 Encyclopedia Britannica
- Sveti otok File (engl.)
- Krstarenje Nilom: Philae